# Masaris
Masaris (лат.) — род цветочных ос (Masarinae) из семейства складчатокрылых ос (Vespidae). Известно 7 видов. Встречаются в Северной Африке, на Ближнем Востоке и в Средней Азии.

## Описание
Питаются нектаром и пыльцой цветковых растений. Самки строят одиночные гнёзда. В ячейку гнезда самка откладывает яйцо, заполняет её смесью пыльцы и нектара и запечатывает. Личинка развивается в течение нескольких месяцев, затем плетёт внутри ячейки плотный кокон (окукливается).

## Классификация
7 видов.
- Masaris aegyptiacus aegyptiacus Meade-Waldo, 1911 — Египет, Израиль, Иордания
  - подвид Masaris aegyptiacus arabicus Giordani Soika, 1975[7] — Саудовская Аравия
- Masaris agnolii Selis, 2019[8]
- Masaris carli  von Schulthess, 1922 — Иран, Казахстан, Узбекистан
  - =Masaris saussurei Carl, 1921
  - =Masaris smirnovi Kostylev, 1925
  - =Masaris elegans Gusenleitner, 2002[9]
- Masaris gussakovskii Kostylev, 1935[10] — Узбекистан
- Masaris longicornis (Kuznetzov, 1923)[11] — Афганистан, Кыргызстан, Узбекистан
  - =Saryara longicornis Kuznetzov, 1923
- Masaris tianshanicus Panfilov, 1968[12] — Кыргызстан
- Masaris vespiformis Fabricius, 1793 — Алжир, Египет, Марокко typus
  - =Erynnis romandi de Saussure, 1853
  - =Ceramius hylaeiformis Dalla Torre, 1894